# Schürensöhlen
Schürensöhlen est une commune allemande du Schleswig-Holstein, située dans l'arrondissement du duché de Lauenbourg (Kreis Herzogtum Lauenburg), à neuf kilomètres au sud-est de la ville de Bad Oldesloe. Schürensöhlen est la commune la moins peuplée des 25 communes de l'Amt Sandesneben-Nusse dont le siège est à Sandesneben.